# 第76回日劇學院賞
←第75回 - 第76回 - 第77回→
第76回日劇學院賞，針對2013年1月到3月在日本播出的連續劇做出投票與評比。

## 最優秀作品賞
1. 最棒的離婚
2. 不准哭，小原
3. 鳶

- 讀者票：1. LAST HOPE；2. 鳶；3. 信長的主廚；4.不准哭，小原 ；5. 純與愛
- 記者票：1. 最棒的離婚；2. 鳶；3. 不准哭，小原；4. 夜行觀覽車；5. 卡拉馬佐夫兄弟
- 評審票：1. 最棒的離婚；2. 不准哭，小原；3. 相棒Season11；4. 婆媳誰怕誰 ；5. 純與愛

## 主演男優賞
1. 瑛太（最棒的離婚）
2. 長瀨智也（不准哭，小原）
3. 內野聖陽（鳶）

- 讀者票：1. 相葉雅紀（LAST HOPE）；2. 內野聖陽（鳶）；3. 長瀨智也（不准哭，小原）
- 記者票：1. 瑛太（最棒的離婚）；2. 長瀨智也（不准哭，小原）；3. 內野聖陽（鳶）
- 評審票：1. 瑛太（最棒的離婚）；2. 長瀨智也（不准哭，小原）；3. 江口洋介（dinner）

## 主演女優賞
1. 鈴木京香（夜行觀覽車）
2. 仲間由紀惠（沙希）
3. 夏菜（純與愛）

- 讀者票：1. 仲間由紀惠（沙希）；2. 鈴木京香（夜行觀覽車）；3. 夏菜（純與愛）
- 記者票：1. 鈴木京香（夜行觀覽車）；2. 戶田惠梨香（書店員美智留的遭遇）；3. 夏菜（純與愛）
- 評審票：1. 黑木瞳（婆媳誰怕誰）；2. 仲間由紀惠（沙希）；3. 鈴木京香（夜行觀覽車）

## 助演男優賞
1. 吉田鋼太郎（卡拉馬助夫兄弟）
2. 風間俊介（純與愛）
3. 佐藤健（鳶）

- 讀者票：1. 風間俊介（純與愛）；2. 佐藤健（鳶）；3. 小日向文世（LAST HOPE）
- 記者票：1. 佐藤健（鳶）；2. 綾野剛（最棒的離婚）；3. 吉田鋼太郎（卡拉馬助夫兄弟）
- 評審票：1. 吉田鋼太郎（卡拉馬助夫兄弟）；2. 風間俊介（純與愛）；3. 佐藤健（鳶）

## 助演女優賞
1. 尾野真千子（最棒的離婚）
2. 麻生久美子（不准哭，小原）
3. 真木陽子（最棒的離婚）

- 讀者票：1. 多部未華子（LAST HOPE）；2. 麻生久美子（不准哭，小原）；3. 志田未來（信長的主廚）
- 記者票：1. 尾野真千子（最棒的離婚）；2. 真木陽子（最棒的離婚）；3. 麻生久美子（不准哭，小原）
- 評審票：1. 相武紗季（婆媳誰怕誰）；2. 尾野真千子（最棒的離婚）；3. 麻生久美子（不准哭，小原）

## 主題曲賞
- 桑田佳祐《Yin Yang》（最棒的離婚）

## 腳本賞
1. 坂元裕二（最棒的離婚）
2. 岡田惠和（不准哭，小原）
3. 森下佳子（鳶）

## 監督賞
1. 宮本理江子、並木道子、加藤裕將（最棒的離婚）
2. 菅原伸太郎、狩山俊辅、松山雅则（不准哭，小原）
3. 平川雄一朗、山室大輔、中前勇兒（鳶）
4. 大根仁（真幌站前番外地）
5. 都築淳一、佐藤源太（卡拉馬助夫兄弟）

## 特別賞
- 插曲《我的世界》（不准哭，小原）